# Casa dels Ribera
La Casa dels Ribera és un habitatge a la vila d'Ulldecona (Montsià) inclòs a l'Inventari del Patrimoni Arquitectònic de Catalunya. Pel punt del nucli urbà on es troba i les característiques de la façana podria situar-se la construcció de l'edifici original entre els segles xviii i xix. Resultat gairebé impossible de datar sense documentació per no encaixar dins de cap estil arquitectònic concret. Es tracta d'un tipus de construcció popular senyorívola. Edifici entre mitgeres que consta de planta baixa, pis i golfes. La façana té amples sectors construïts amb carreus de pedra regulars i ben tallats. La porta està formada per una arcada de mig punt amb grans dovelles i, a l'esquerra, hi ha dues finestres, una d'elles enreixada a un 50 centímetres del terra, i l'altre, a un nivell entremig entre la planta baixa i el primer pis, més gran amb un brancal de pedra. Al primer pis hi ha dos balcons i a les golfes dues finestres. Remata la façana una cornisa de poca volada.